# Magdeleine Godard
Pour les articles homonymes, voir Godard.

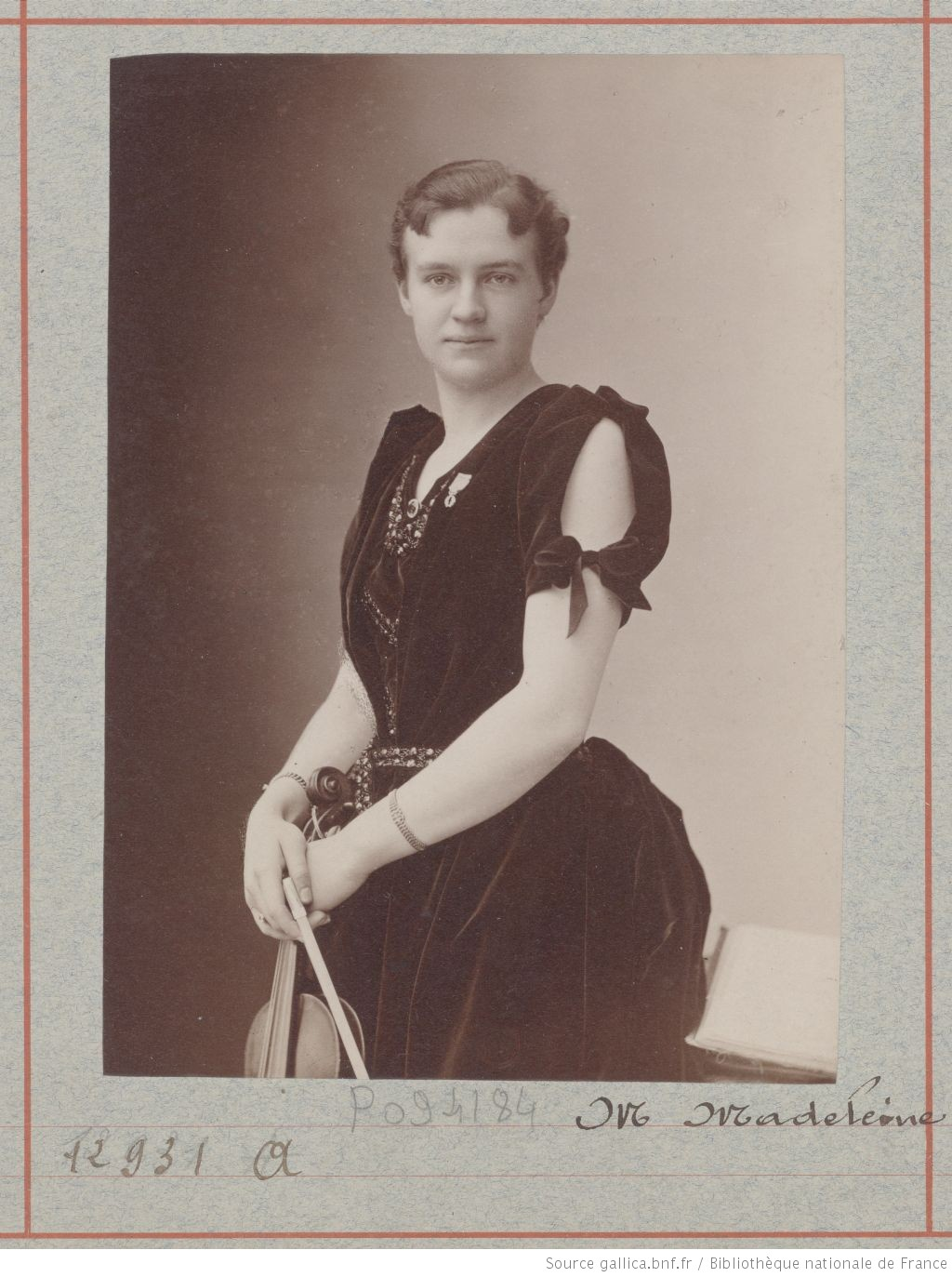
Magdeleine Godard, violoniste, photographie atelier Nadar

Magdeleine Laura Augusta Godard, née le 8 novembre 1860 à Paris et morte le 20 août 1940 dans la même ville, est une violoniste et professeur de violon française.

## Biographie
Le père de Magdeleine, Auguste Godard est un négociant aisé, juge au tribunal de commerce. Son frère, Benjamin Godard (1849-1895) et elle prennent des leçons de violon avec Richard Hammer puis avec Henri Vieuxtemps. Elle est élève de Joseph Massart au Conservatoire national de musique et de déclamation, de 1876 à 1879, où elle obtient un second accessit en fin de scolarité. Elle est sur scène pour la première fois avec son frère Benjamin, compositeur et violoniste, en 1875. Ils resteront très proches. Après la mort de Benjamin, en 1895, elle promeut l'œuvre de son frère. Elle entretient des liens d'amitié avec Jules Massenet, Charles Gounod, Camille Saint-Saëns... avec lesquels elle correspond.
Elle se produit comme violoniste tant en France qu'à l'étranger  mais elle reste essentiellement connue comme professeur de violon.
C'est à ce titre qu'elle est nommée chevalier de la Légion d'honneur en 1925. 
Elle est également Officier de l'instruction publique (1895) et a reçu la Médaille de la reconnaissance française.

## Publications
- Lettres de Magdeleine Godard à Camille Saint-Saëns (1893) lire en ligne sur Gallica
- Lettre de Magdeleine Godard à Monsieur Jean-Baptiste Wekerlin lire en ligne sur Gallica